# Козий, Ростислав Владимирович
Ростисла́в Влади́мирович Кози́й (укр. Ростислав Володимирович Козій; 17 ноября 1989, Перемышляны) — украинский военнослужащий, подполковник, участник российско-украинской войны. Герой Украины (2022).   

## Биография
Родился 17 ноября 1989 года в городе Перемышляны Львовской области. В 2006 году окончил Львовский государственный лицей с усиленной военно-физической подготовкой имени Героев Крут. В 2011 году завершил обучение в Академии сухопутных войск имени гетмана Петра Сагайдачного по специальности «Боевое применение аэромобильных подразделений».
С 2014 года служил в 79-й отдельной десантно-штурмовой бригаде, участвовал в боях в Луганской и Донецкой областях, включая освобождение Славянска . Во время полномасштабного вторжения России в Украину в 2022 году командовал подразделениями на передовых позициях в Луганской области, в районе населённых пунктов Лопаскино, Заречное, Лиман и Богородичное.
Был трижды ранен в ходе боевых действий .

## Награды
- Звание «Герой Украины» с удостоением ордена «Золотая Звезда» (14 октября 2022) — за личное мужество и героизм, проявленные в защите государственного суверенитета и территориальной целостности Украины, верность военной присяге[3].
- Орден Богдана Хмельницкого II степени (8 марта 2022) — за личное мужество и высокий профессионализм, проявленные в защите государственного суверенитета и территориальной целостности Украины, верность военной присяге[4].
- Орден Богдана Хмельницкого III степени (8 июля 2014) — за личное мужество и высокий профессионализм, проявленные в защите государственного суверенитета и территориальной целостности Украины, верность военной присяге[5].